# Pohoří na Šumavě
Pohoří na Šumavě (německy  Buchers, Bucherwald, Buchers bei Kaplitz, Buchers im Böhmerwald, česky Buchoř, Puchéř (1869–1910) či Půchoří) je bývalá obec, část obce Pohorská Ves v okrese Český Krumlov v Jihočeském kraji, od konce sedmdesátých let 20. století téměř zaniklé, v současnosti postupně obnovované sídlo v Novohradských horách a stejnojmenné katastrální území. Pohoří na Šumavě se rozkládá u trojmezí Čech s Dolními a Horními Rakousy. Název Pohoří na Šumavě obec dostala v roce 1923.
Na turistické stezce Pohoří na Šumavě – Stadlberg je turistický přechod do Rakouska.

## Historie

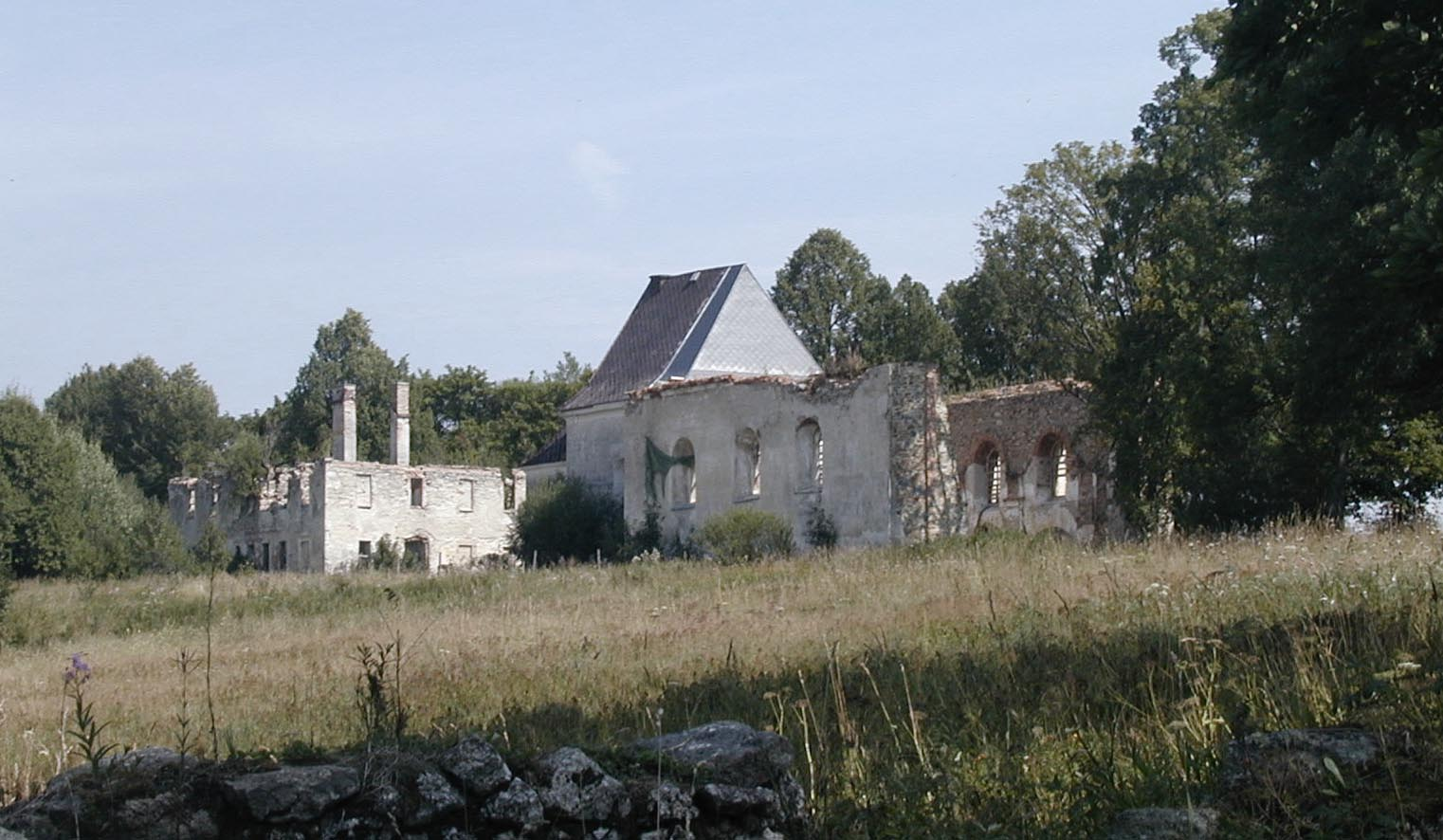
Kostel byl v Pohoří na Šumavě dostavěn v roce 1791. Jeho věž se definitivně zřítila 30. května 1999. Za kostelem vlevo jsou trosky bývalé školy.

Ve středověku leželo Pohoří na území velešínského statku. V tehdejší době zde byl v podstatě jen les (latinsky označován Fagosilvanum, německy Buchenwald podle zde rostoucích buků). Roku 1524 je místní potok pojmenován jako Pohorzie. Prvním osídlením v blízkosti Pohoří byla skelná huť v Šancích, kterou dal roku 1695 vybudovat hrabě Filip Emanuel Buquoy. U sklárny byla dřevěná kaple. Samotné Pohoří postupně vznikalo podél silnice do Freistadtu od roku 1758, kdy se tu začala budovat na dominikální půdě první stavení. Byla zde i sklárna. Rozvoj osady byl dosti rychlý, takže o čtyřicet let později měla už 68 domů se 116 rodinami. V letech 1783–1791 se hrabě Jan Buquoy zasložil o výstavbu poutního kostela Panny Marie Dobré rady. V letech 1793–1796 bylo zavedeno systematické rozdělení pozemků. Obyvatelé Pohoří svou obec nazývali městysem, ačkoliv tento status neměla.
Pravidelně se zde konaly týdenní trhy. Od roku 1802 bylo Pohoří samostatnou farní obcí. Po roce 1848 Pohoří mělo katastrální výměru 2636 hektarů, kde byly započítány ještě Berau (Stadlberg), Šance (Schanz), Kaplucken, Janovy Hutě (Johannesthal), Skleněné Hutě (Bonaventura), Stříbrné Hutě (Silberberg), Jiřice (Georgendorf), Pavlína (Paulina).
Podle sčítání lidu z roku 1890 mělo 186 domů se 1323 obyvateli (1077 Němců a 246 Čechů). Obyvatelstvo se převážně živilo zemědělstvím a ručními domácími pracemi. Nejznámější činností byla podmalba svatých obrázků pod sklo, které se potom vyváželo do celé Evropy. Tento způsob malby se rozšířil do celých Novohradských hor a to na obě strany hranice. S nabýváním významu Pohoří se také zvyšovala jeho velikost a tvorba nových živností a institucí, jako byly například pivovar (roční výstav 1110 hektolitrů, v činnosti 1791–1889), vinopalna (1789–1860), hamr (od roku 1834), od roku 1848 pošta, 1887 telefon a 1889 telegraf. Byl zde také Sbor dobrovolných hasičů od roku 1888 a místní odbor Deutscher Böhmerwaldbundu (zřízen 1895). Úctyhodný byl seznam živností pořízený roku 1923: obchod chlebem, cukrář, dva obchodníci dobytkem, doprava osob, dva obchody galanterním zbožím, hodinář, dva hokynáři, osm hostinců, obchod s hračkami, kolář, kovář, dva krejčí pro pány, výčep lihovin, mlynář, dva obuvníci, pekař, porodní bába, dva řezníci, čtyři obchody smíšeným zbožím, dvě trafiky, dva truhláři, zedník, úvěrní společenstvo pro Pohoří a okolí.
V letech 1848–1938 (v roce 1918 se mělo stát součástí Šumavské župy (Böhmerwaldgau)) a 1945–1949 bylo Pohoří na Šumavě v soudním okrese Nové Hrady, v politickém okrese Kaplice, v letech 1938–1945 bylo ve venkovském okrese Kaplice (německy Landkreis Kaplitz) v Říšské župě Horní Dunaj (německy Reichsgau Oberdonau).
Po druhé světové válce byli občané německé národnosti, tvořící většinu místní populace, odsunuti. Noví dosídlenci většinou pocházeli z Rumunska a Maďarska. Mimo práce v lese se zabývali chovem ovcí a výrobou ovčích sýrů. Po roce 1951, kdy zde žilo asi sedmdesát obyvatel, se obec stala součástí hraničního pásma. Po roce 1955 zde bylo 23 domů obývaných 72 lidmi. Ještě na konci šedesátých let zde žilo asi 35 obyvatel a vedla sem autobusová linka z Trhových Svinů. Roku 1978 už osada neměla žádné trvalé obyvatele a většina zbylých domů byla zbořena armádou. Nedaleko kostela Panny Marie Dobré rady je zčásti dochovaný a zčásti obnovený hřbitov. U hlavní cesty poblíž kostela stojí pomník obětem první světové války s nápisem „Nie wieder Krieg!“ (Už nikdy válku!).

## Obnova obce
V létě 2006 stála v Pohoří na Šumavě jedna novostavba, tři další domy byly rozestavěné. V roce 2009 tu byly tři novostavby a dva starší domy, z původní zástavby zbývalo pouze torzo kostela a hřbitov. V roce 2020 začala výstavba domu na horním konci obce (východní strana) v místě bývalé roty Pohraniční stráže. Nejbližší spojení veřejnou dopravou tvoří několik autobusových spojů do Leopoldova eventuálně do Bělé u Malont popřípadě Pohorské Vsi. Od vstupu České republiky do Schengenského systému je taktéž odstraněna závora na hraničním přechodu Pohoří na Šumavě - Stadlberg a touto cestou je vjezd povolen pro automobily do 10 tun. Dále byla opravena východní část kostela, přistavěna ochranná zeď a obnoveny venkovní omítky. Opravu kostela z větší části financuje rakouský spolek Bucherser-Heimat-Verein a dary dobrovolných dárců. Dne 14. května 2016 byl v kostele umístěn nový zvon. Nově položen asfalt v rámci obce, též opravena část přístupové silnice od Leopoldova (nový asfalt, vyzdívání břehů Pohořského potoka). V roce 2012 byla na místě bývalé fary postavena budova s téměř shodnou podobou. Na místním hřbitově probíhá postupná renovace nápisů na náhrobcích.

## Přírodní poměry

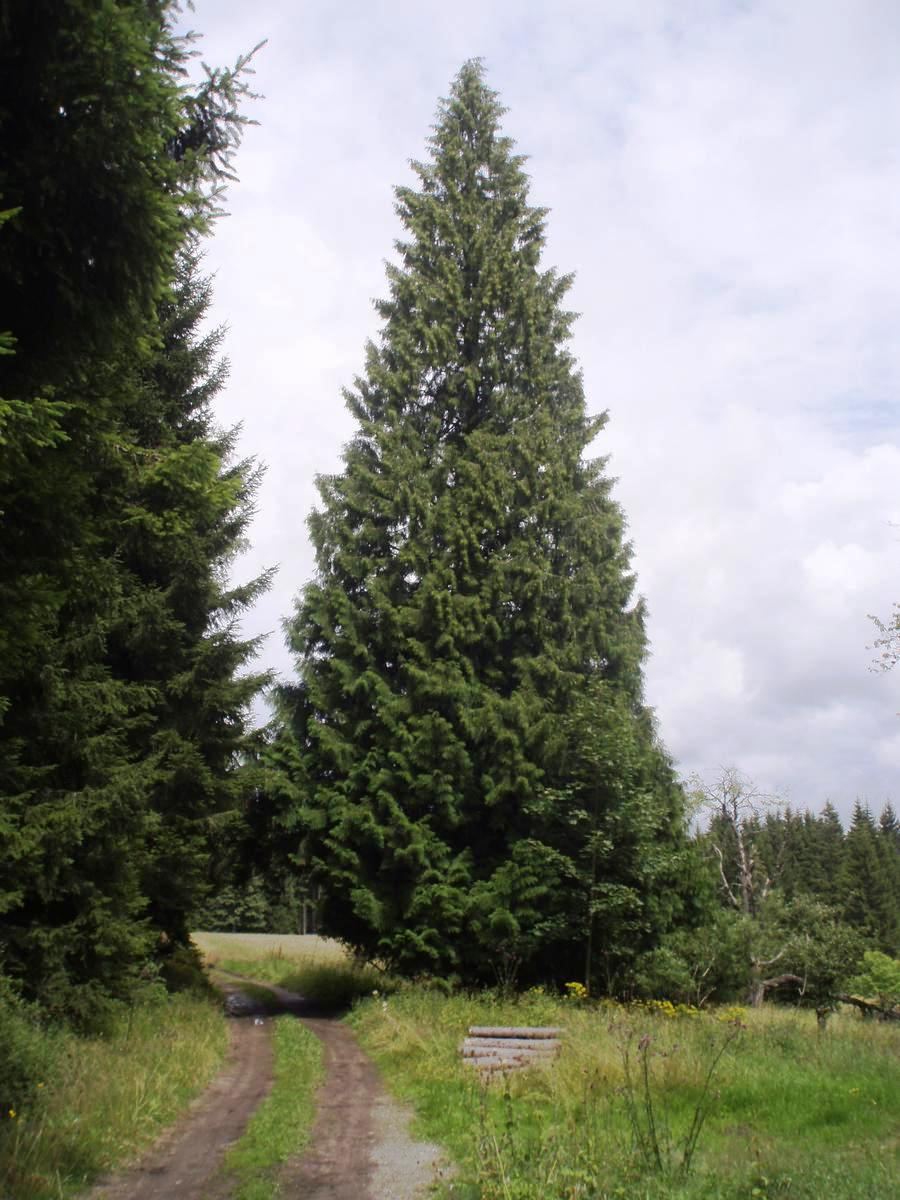
Pohořský zerav

Pohoří na Šumavě je na území přírodního parku Novohradské hory. Jsou zde tato chráněná území:
- Ptačí oblast Novohradské hory
- PP Myslivna
- PP Pohořské rašeliniště
- PP Prameniště Pohořského potoka
- PP Stodůlecký vrch
- PP U tří můstků
- PP Horní Malše
- PP Pohoří na Šumavě

Zhruba dva kilometry jihozápadně od Pohoří, při polní cestě směrem na vrch Kamenec, roste v lokalitě zaniklé osady Schwarzviertel památný strom Pohořský zerav, jeden z nejmohutnějších exemplářů zeravu obrovského (Thuja plicata) v Česku.

## Obyvatelstvo
| Rok            | 1869  | 1880  | 1890  | 1900  | 1910  | 1921  | 1930 | 1950 | 1961 | 1970 | 1980 | 1991 | 2001 | 2011 | 2021 |
| -------------- | ----- | ----- | ----- | ----- | ----- | ----- | ---- | ---- | ---- | ---- | ---- | ---- | ---- | ---- | ---- |
| Počet obyvatel | 1 488 | 1 414 | 1 323 | 1 274 | 1 166 | 1 055 | 937  | 97   | 31   | 35   | 0    | 0    | 0    | 0    | 0    |
| Počet domů     | 203   | 199   | 186   | 190   | 176   | 172   | 173  | 37   | 7    | 11   | 0    | 10   | 0    | 5    | 4    |

## Obecní správa
Při sčítání lidu v letech 1850–1960 Pohoří na Šumavě bylo samostatnou obcí, se kterým patřilo nejprve do okresu Kaplice, ale od roku 1960 v okrese Český Krumlov. Od 1. července 1960 do 31. prosince 1980 bylo částí obce Pohorská Ves v okrese Český Krumlov. Od 1. ledna 1981 do 30. června 1990 bylo částí obce Benešov nad Černou v okrese Český Krumlov. Od 1. července 1990 je opět částí obce Pohorská Ves v okrese Český Krumlov.

## Meteostanice
V Pohoří na Šumavě je od 6. května 2014 na louce pod hřbitovem v nadmořské výšce 899 metrů v provozu profesionální automatická meteostanice známého „lovce mrazů“ Antonína Vojvodíka. On-line data měření teploty přebírá pobočka ČHMŮ v Českých Budějovicích a zveřejňuje je na svých stránkách.

## Hospodářství
Necelé dva roky (do roku 2013) byla v Pohoří na Šumavě v provozu domácí manufaktura Blanky Milfaitové na výrobu marmelád.

## Rodáci
- Ernst Egermann, (1910–1942), rakouský básník
- Anton Lechner (* 1907), SS-Rottenführer a dozorce v koncentračním táboře Auschwitz-Birkenau, válečný zločinec

## Galerie

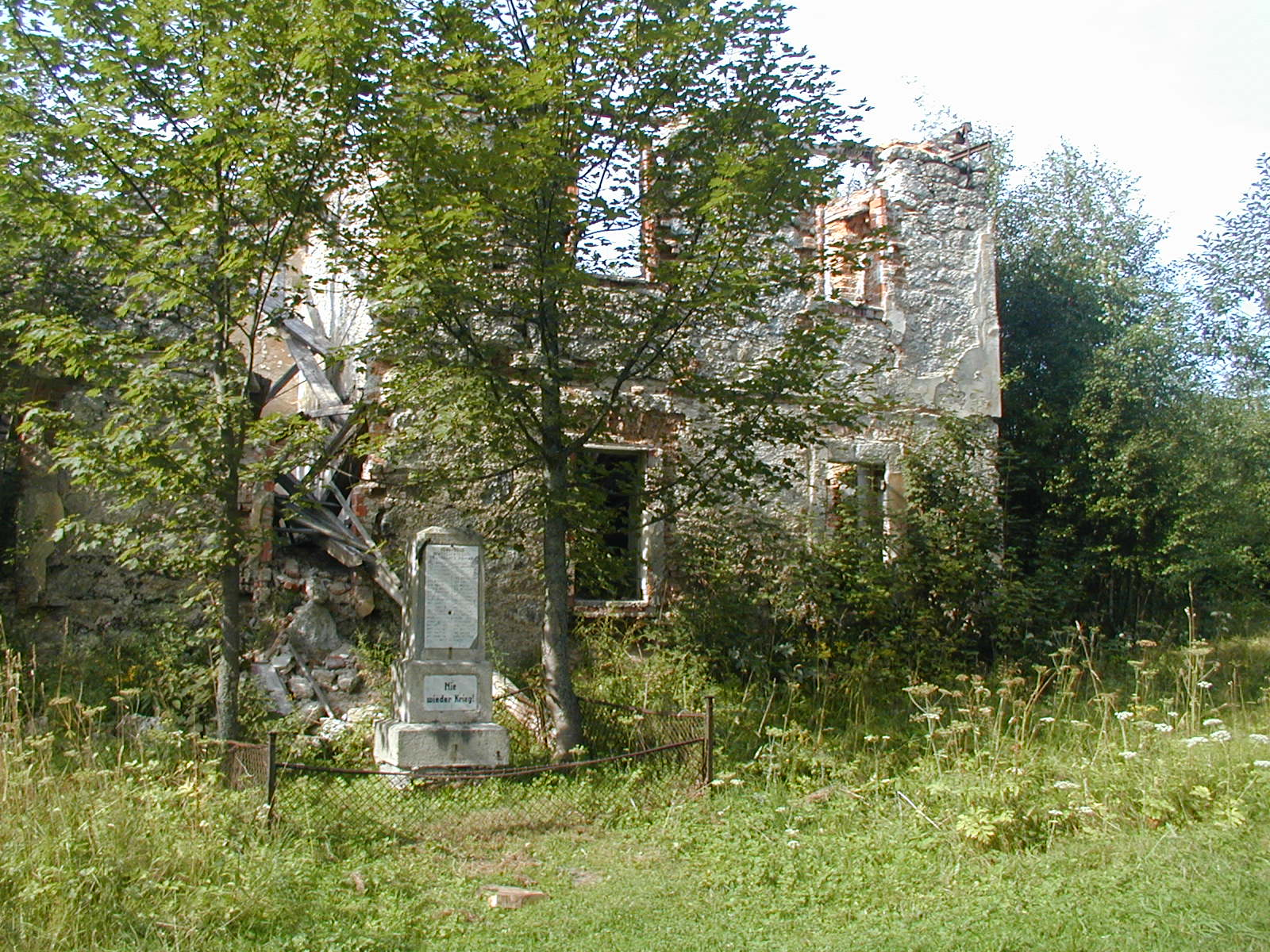
Zřícenina domu (bývalé školy[15])
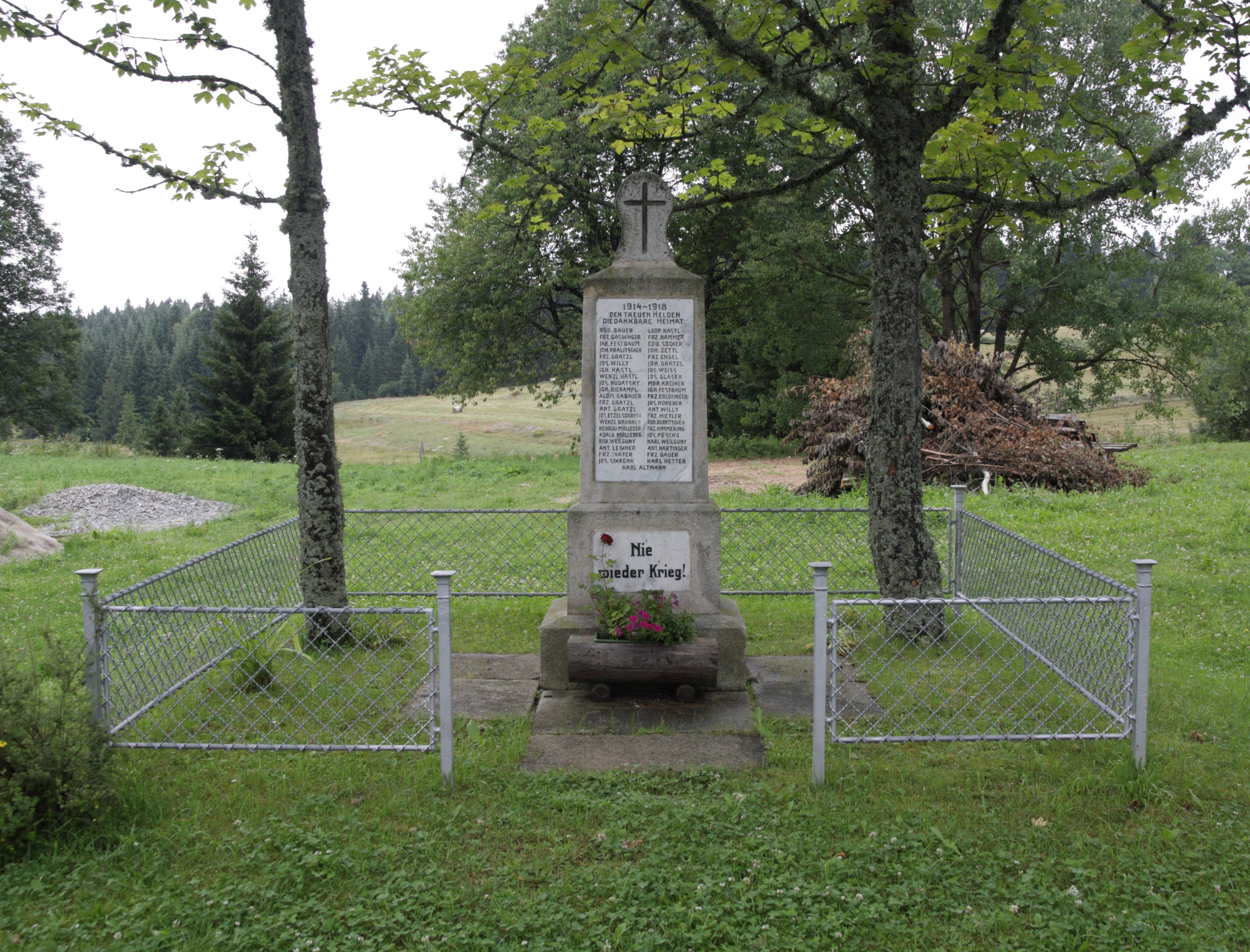
Pomník před zbořenou školou
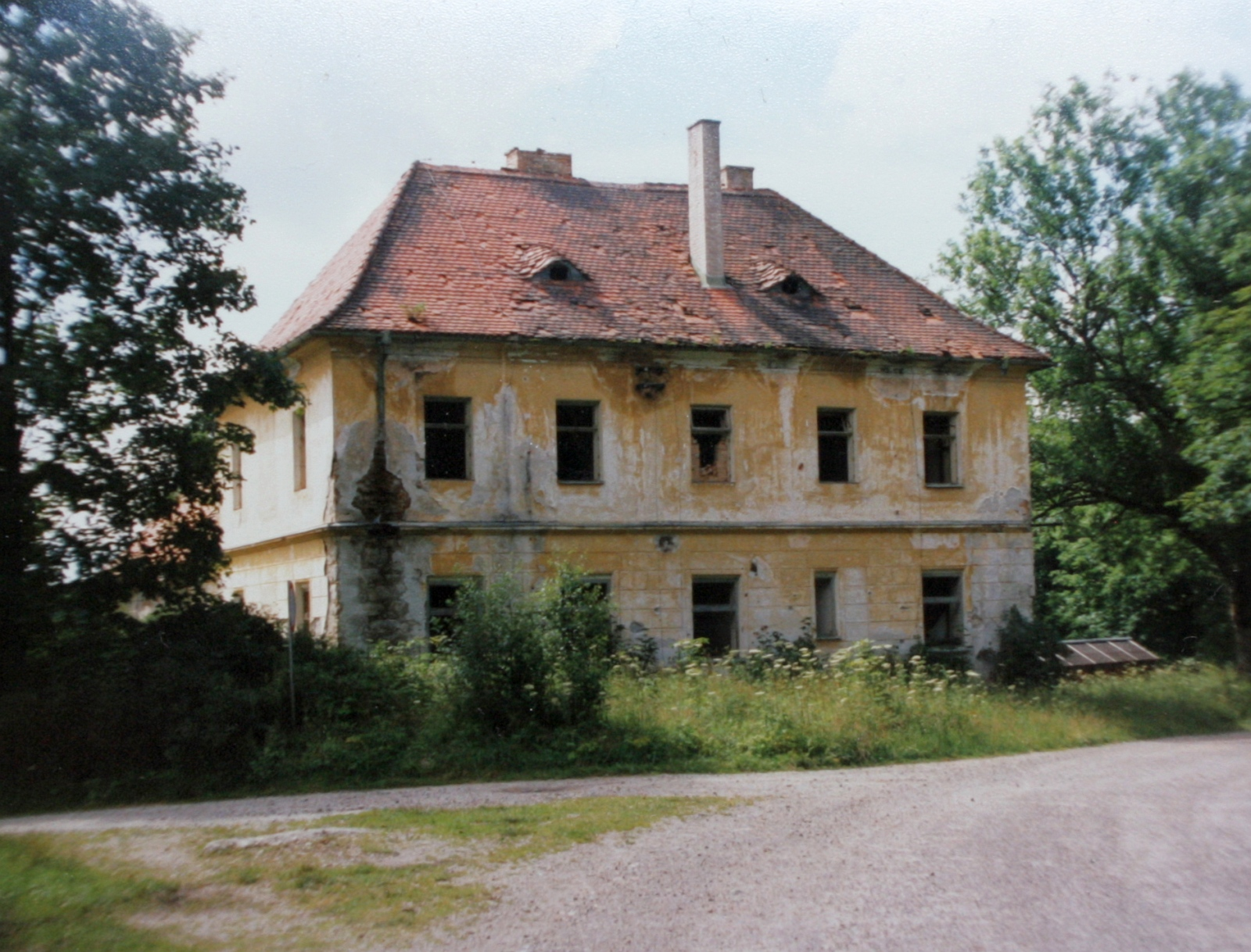
Bývalá fara (zbořena v roce 2008)
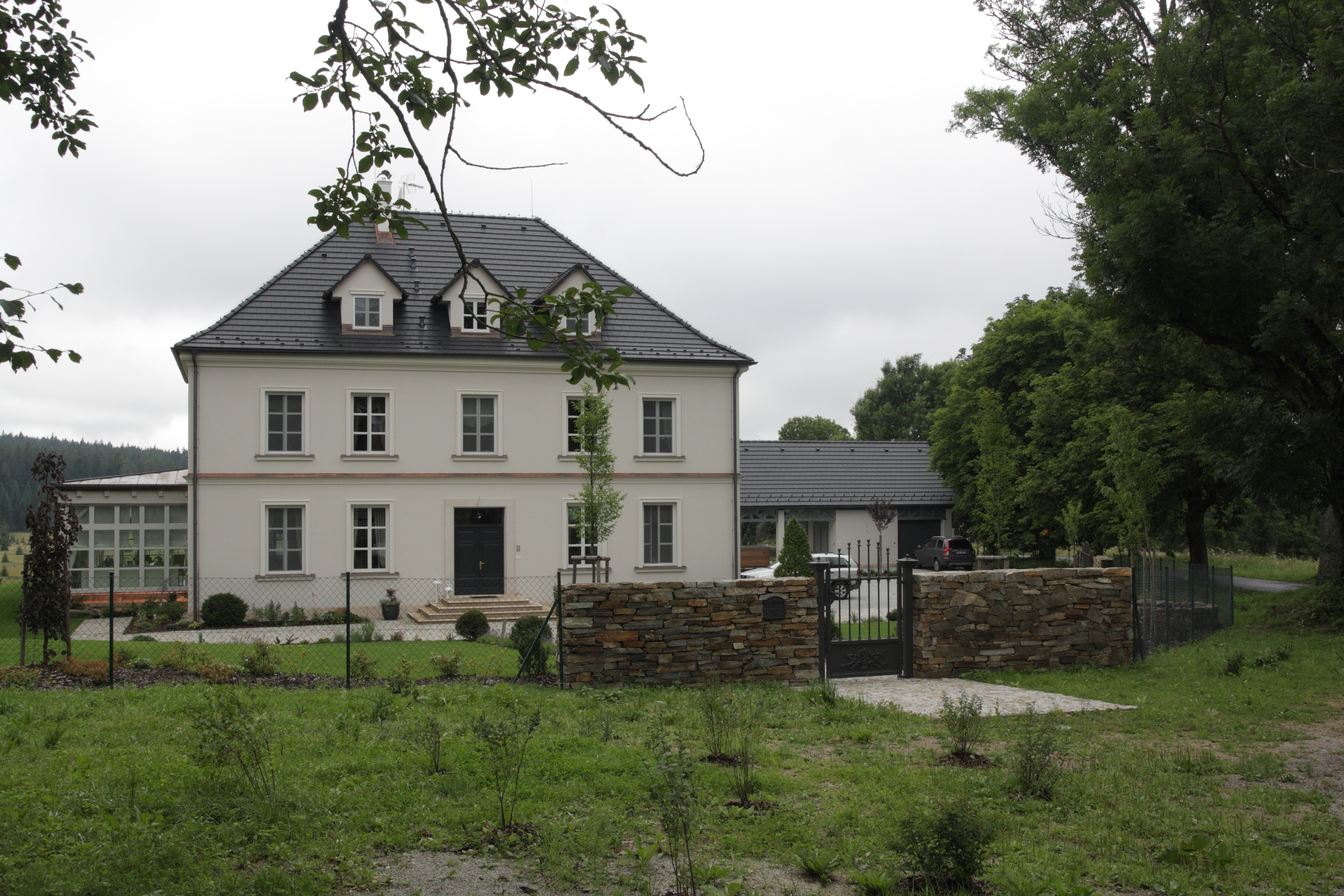
Nová budova na místě fary
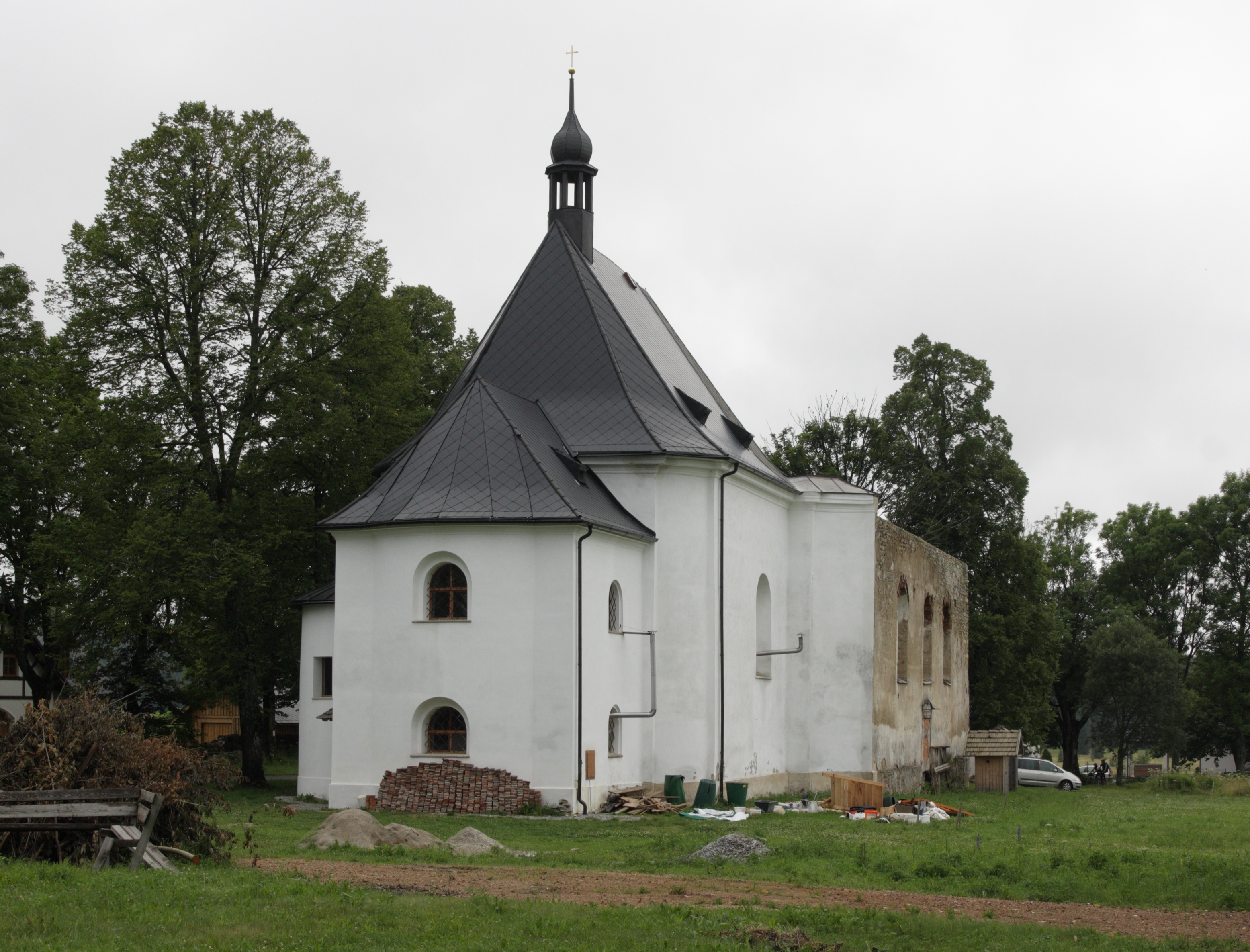
Zrekonstruovaný kostel